# Girul
Girul es una entidad de población española del municipio de Maranges, perteneciente a la provincia de Gerona, en la comunidad autónoma de Cataluña.

## Toponimia
El lugar puede aparecer referido con las grafías «Girul», «Girult» y «Gerull».

## Historia
Hacia mediados del siglo XIX, el lugar ya pertenecía a Maranges. Aparece descrito en el octavo volumen del Diccionario geográfico-estadístico-histórico de España y sus posesiones de Ultramar de Pascual Madoz con las siguientes palabras:

GIRULT ó GERULL: cas. en la prov. de Gerona, part. jud. de Ribas, aud. terr., c. g. de Barcelona, dióc. de Seo de Urgel, ayunt. de Maranges, de cuyo l. depende en todo. Tiene una igl. parr., aneja de la del mismo. pobl., riqueza y contr. (V. Maranges).
(Madoz, 1847, p. 429)

En 2022, la entidad singular de población tenía empadronados dieciséis habitantes y el núcleo de población, los mismos.